# Pfarrschloss Weikendorf

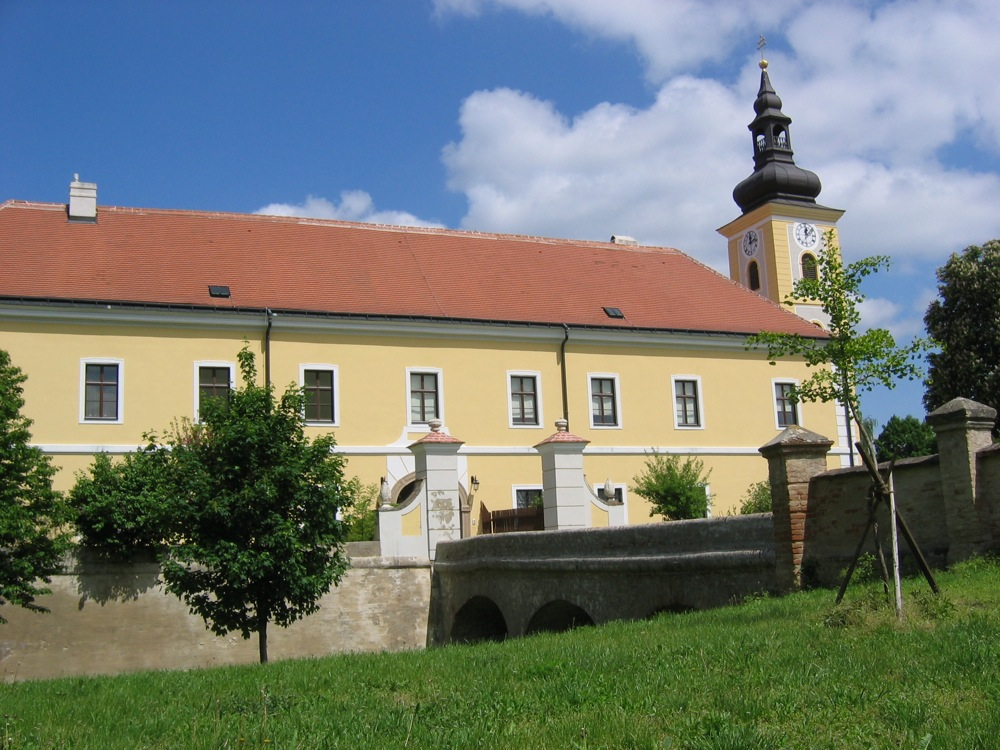
Pfarrschloss in Weikendorf, Südfront mit Zugangsbrücke

Das Pfarrschloss Weikendorf, baulich mit der Pfarrkirche Weikendorf verbunden, steht in der Marktgemeinde Weikendorf im Bezirk Gänserndorf in Niederösterreich. Die Pfarrschloss steht unter Denkmalschutz (Listeneintrag).

## Geschichte
Das Pfarrschloss wurde von 1716 bis 1721 nach den Plänen des Barockbaumeisters Jakob Prandtauer erbaut.

## Architektur
Der zweigeschoßige schlossähnliche Baurockbau mit einem annähernd quadratischen Grundriss und einem annähernd quadratischen Innenhof bindet in der Nordostecke die Pfarrkirche Weikendorf ein. Der Südflügel wurde gegen Osten um eine Achse weitergezogen. Der Zugang erfolgt über eine Brücke mit Torpfeilern im Süden. Die Fassaden sind schlicht und zeigen ein Kordongesims, Fensterfaschen und Eckquaderung. Das profilierte Rundbogenportal zeigt auf dem Keilstein das Melker Stiftswappen. Der zweigeschoßige Innenhof zeigt sich im Erdgeschoß mit Arkaden, welche im Nordosten teils vermauert sind; die Gliederung zeigt stark betonte Keilsteine. In der Hofmitte steht ein ehemaliger Brunnen.
Die Einfahrt hat Platzlgewölbe auf Gurten. Die schlichten Räume im Erdgeschoß haben Tonnengewölbe mit Stichkappen. Der südwestliche Eckraum als sogenannte Sala terrena hat Fresken mit der zentralen Figur des Erlöser in Tondo mit Putti in Scheinarchitektur aus dem dritten Viertel des 18. Jahrhunderts. Die Arkaden haben Platzlgewölbe und Putzfelder. Der schlichte Treppenaufgang ist doppelarmig.
Im ehemaligen Friedhof steht die barocke Figur hl. Elisabeth aus 1757 auf einem hohen Sockel.
Südlich des Pfarrschlosses befindet sich die Meierhofanlage, die ehemals weitläufige barocke Anlage aus dem 17. Jahrhundert ist in Resten erhalten. Genannt wird die Schule und der dreigeschoßige Schüttkasten unter einem mächtigen Satteldach.